# Rio Ducinu Sec
O Rio Ducinu Sec é um rio da Romênia, afluente do Valea Rea, localizado no distrito de Caraş-Severin.